# ZNX
ZNX（ジンクス）は、ギタリストである松尾宗仁（元ZIGGY、後に再加入）とヴォーカリストである妹尾研祐による日本の2人組ロックユニット。
1993年に結成し、1994年にデビュー。1995年に活動終了。ユニットとしての活動は1年半以上あるが、楽曲のリリースは1年強に集中している。

## メンバー
- 松尾宗仁（まつお・そうにん） - 作曲・編曲・ギター担当
- 妹尾研祐（せのお・けんすけ） - 作詞・ヴォーカル担当

## CDジャケットのアーティスト名表記について
「ZNX」でジンクスと読む非常に難読なバンド名であったため、デビューシングル「君の瞳の中から」から、4thシングル「HOT PASSION RED」に至るまでのジャケットには「ZNX（ジンクス）」といった表記がされている。

## 来歴
1993年
- 結成。「君の瞳の中から」が同年公開の映画『ぷるぷる 天使的休日』の主題歌として起用される。

1994年
- 2月2日、デビューシングル「君の瞳の中から」をリリース。
- 4月、文化放送でレギュラーラジオ「ZNXの500miles」が始まる。
- 5月18日、2ndシングル「傷だらけのファイティング・ポーズ」発売。
- 6月22日、3rdシングル「サヨナラに接吻（くちづけ）を」発売。
- 7月6日、1stアルバム「ZNX」発売。
- 12月7日、4thシングル「HOT PASSION RED」発売。

1995年
- 3月15日、5thシングル「COLD BLOOD」発売。
- 3月29日、2ndアルバム「POWER HOUSE」発売。
- 4月26日、6thシングル「Don't Look Back」発売。
- 9月、文化放送のレギュラーラジオ「ZNXの500miles」の終了をもって、ZNXとしての活動終了。

## ディスコグラフィ
レコード会社は全て東芝EMI/TMファクトリー。

### シングル
1. 君の瞳の中から （1994年2月2日 TODT-3193）
（c/w）Naked Honey
2. 傷だらけのファイティング・ポーズ （1994年5月18日 TODT-3241）
（c/w）R&R Paradise
3. サヨナラに接吻（くちづけ）を （1994年6月22日 TODT-3250）
（c/w）すれちがうよりはやく抱きしめて
4. HOT PASSION RED （1994年12月7日 TODT-3348）
（c/w）Power Game
5. COLD BLOOD （1995年3月15日 TODT-3431）
（c/w）Good Luck My Love
6. Don't Look Back （1995年4月26日 TODT-3474）
（c/w）JUST LIKE A SHELTER

### アルバム
1. ZNX （1994年7月6日 TOCT-8455）
  1. Crazy Driver
  2. あらかじめ失われた時を求めて
  3. 裸足の天使達
  4. 傷だらけのファイティング・ポーズ
  5. 君の瞳の中から
  6. 風のにほいがする頃
  7. Madness City
  8. サヨナラに接吻（くちづけ）を
  9. だきしめて眠れ
  10. So,ファッション
  11. ハーフ・ムーン
  12. Rock'n Roll Paradise（U-he U-he Version）
2. POWER HOUSE （1995年3月29日 TOCT-8872）
  1. HOT PASSION RED
  2. Don't stop believin' you
  3. ROUTE3をブッとばせ！
  4. 恋のE・L・O
  5. COLD BLOOD（urban blues version）
  6. LAST STAGE
  7. キャベツ畑の番人
  8. SWEET MY FRIENDS
  9. SILENT GAME
  10. Knockin' On The Rocky Door
  11. GA・N・BA・RI・MA・SU・WA
  12. FOR YOU

## タイアップ一覧
| 使用年 | 曲名                             | タイアップ                                                                    |
| ------ | -------------------------------- | ----------------------------------------------------------------------------- |
| 1993年 | 君の瞳の中から                   | 東映アストロフィルム配給映画『ぷるぷる 天使的休日』主題歌                     |
| 1994年 | 君の瞳の中から                   | 朝日放送・テレビ朝日系 火曜ドラマリーグ『お姉さんの朝帰り』エンディングテーマ |
| 1994年 | 傷だらけのファイティング・ポーズ | 日本テレビ系 スポーツ番組『独占!!スポーツ情報』イメージソング                 |
| 1994年 | サヨナラに接吻（くちづけ）を     | 朝日放送・テレビ朝日系 火曜ドラマ『お姉さんの朝帰りII』エンディングテーマ     |
| 1994年 | HOT PASSION RED                  | テレビ朝日系 バラエティ番組『さんまのなんでもダービー』エンディングテーマ     |
| 1995年 | COLD BLOOD                       | TBS系 バラエティ番組『所さんのワーワーブーブー』オープニングテーマ            |
| 1995年 | Don't Look Back                  | テレビ東京系アニメ『獣戦士ガルキーバ』オープニングテーマ                      |